# Sonchus fruticosus
Sonchus fruticosus — вид рослин з родини Айстрові (Asteraceae), ендемік Мадейри.

## Опис
Це невелике дерево заввишки до 6 м. Гілки товсті. Листки звивисті від 28 до 67 сантиметрів в довжину, сидячі, розташовані в розетках в кінці гілок. Квіти жовті.

## Поширення
Ендемік архіпелагу Мадейра (о. Мадейра).
Населяє мозаїчні оселища, лаврові зарості, ущелини, вирубки, землі після зсувів.

## Використання
Рослину іноді культивують фермери для фуражу, і насаджують в огорожах і садах.

## Загрози та охорона
Загрозою є наявність води через те що вода відводиться для інших цілей, що негативно впливає на вид. Є загроза від поширення Cytisus scoparius.
Цей вид знаходиться в Природному парку Мадейри.